# The Bootleg Series Vol. 16: Springtime in New York 1980-1985
The Bootleg Series Vol. 16: Springtime in New York 1980–1985 è il titolo del sedicesimo album discografico di Bob Dylan appartenente alla serie Bootleg Series, pubblicato nel 2021 dalla Legacy Records. La raccolta include outtakes degli album Shot of Love, Infidels, Empire Burlesque e vari brani provati durante le prove dei concerti. Il disco è stato pubblicato in due versioni: "best of" a due dischi e come cofanetto da cinque dischi.

## Tracce

### Standard edition
Disco 1
1. Angelina (Shot of Love outtake)
2. Need a Woman (rehearsal)
3. Let's Keep It Between Us (rehearsal)
4. Price of Love (Shot of Love outtake)
5. Don't Ever Take Yourself Away (Shot of Love outtake)
6. Fur Slippers (Shot of Love outtake)
7. Yes Sir, No Sir (Shot of Love outtake)
8. Jokerman (Infidels alternate take)
9. Lord Protect My Child (Infidels outtake)
10. Blind Willie Mctell (take 5 – Infidels outtake)
11. Don't Fall Apart on Me Tonight (version 2 – Infidels alternate take)
12. Neighborhood Bully (Infidels alternate take)
13. Too Late (band version – Infidels outtake)

Disco 2
1. Foot of Pride (Infidels outtake)
2. Sweetheart Like You (Infidels alternate take)
3. Someone's Got a Hold of My Heart (Infidels outtake)
4. I and I (Infidels alternate take)
5. Tell Me (Infidels outtake)
6. Enough Is Enough (live at Slane Castle, Ireland)
7. Tight Connection to My Heart (Has Anybody Seen My Love) (Empire Burlesque alternate mix)
8. Seeing the Real You at Last (Empire Burlesque alternate take)
9. Emotionally Yours (Empire Burlesque alternate take)
10. Clean Cut Kid (Empire Burlesque alternate take)
11. New Danville Girl (Empire Burlesque outtake)
12. Dark Eyes (Empire Burlesque alternate take)

### Deluxe 5-CD edition
Disco 1
1. Senor (Tales of Yankee Power)
2. To Ramona
3. Jesus Met the Woman at the Well
4. Mary of the Wild Moor
5. Need a Woman
6. A Couple More Years
7. Mystery Train (Shot of Love outtake)
8. This Night Won't Last Forever
9. We Just Disagree
10. Let's Keep It Between Us
11. Sweet Caroline
12. Fever
13. Abraham, Martin and John

Disco 2
1. Angelina (Shot of Love outtake)
2. Price of Love (Shot of Love outtake)
3. I Wish It Would Rain (Shot of Love outtake)
4. Let It Be Me (international 7" single B-side)
5. Cold, Cold Heart (Shot of Love outtake)
6. Don't Ever Take Yourself Away (Shot of Love outtake)
7. Fur Slippers (Shot of Love outtake)
8. Borrowed Time (Shot of Love outtake)
9. Is It Worth It? (Shot of Love outtake)
10. Lenny Bruce (Shot of Love alternate mix)
11. Yes Sir, No Sir (Shot of Love outtake)

Disco 3
1. Jokerman (Infidels alternate take)
2. Blind Willie McTell (Infidels outtake)
3. Don't Fall Apart on Me Tonight (version 1 – Infidels alternate take)
4. Don't Fall Apart on Me Tonight (version 2 – Infidels alternate take)
5. Neighborhood Bully (Infidels alternate take)
6. Someone's Got a Hold of My Heart (Infidels outtake)
7. This Was My Love (Infidels outtake)
8. Too Late (acoustic version – Infidels outtake)
9. Too Late (band version – Infidels outtake)
10. Foot of Pride (Infidels outtake)

Disco 4
1. Clean Cut Kid (Infidels outtake)
2. Sweetheart Like You (Infidels alternate take)
3. Baby What You Want Me to Do (Infidels outtake)
4. Tell Me (Infidels outtake)
5. Angel Flying Too Close to the Ground (Infidels outtake)
6. Julius and Ethel (Infidels outtake)
7. Green, Green Grass of Home (Infidels outtake)
8. Union Sundown (Infidels alternate take)
9. Lord Protect My Child (Infidels outtake)
10. I and I (Infidels alternate take)
11. Death Is Not the End (full version – Infidels outtake)

Disco 5
1. Enough Is Enough (live at Slane Castle, Ireland)
2. License to Kill (live on Late Night with David Letterman, March 22, 1984)
3. I'll Remember You (Empire Burlesque alternate take)
4. Tight Connection to My Heart (Has Anybody Seen My Love) (Empire Burlesque alternate mix)
5. Seeing the Real You at Last (Empire Burlesque alternate take)
6. Emotionally Yours (Empire Burlesque alternate take)
7. Clean Cut Kid (Empire Burlesque alternate take)
8. Straight A's in Love (Empire Burlesque outtake)
9. When the Night Comes Falling from the Sky (slow version – Empire Burlesque alternate take)
10. When the Night Comes Falling from the Sky (fast version – Empire Burlesque alternate take)
11. New Danville Girl (Empire Burlesque outtake)
12. Dark Eyes (Empire Burlesque alternate take)